# بدر الحميدي
بدر ناصر الحميدي  (11 أبريل 1949 - )؛ سياسي كويتي، ونائب سابق في مجلس الأمة الكويتي، ووزير سابق في الحكومة الكويتية من عام (2003 وحتى 2006).

## سيرته
بدر الحميدي من مواليد القبلة، الكويت عام 1949، شارك في التشكيل الوزراي من عام 2003 وحتى 2006 وحمل حقيبة وزير الأشغال العامة ووزير الدولة لشؤون الإسكان ووزارة الاعلام، تخرج في كلية علوم الطيران عام 1971 ويحمل الدبلوم في الإدارة عام 1981 وتقلد العديد من المناصبِ، وفي عام 1999 عُين عضوًا للمجلس البلدي، وهو رياضي سابق وهو من أبطال الكويت في السباحة وحاز المركز الرابع على مستوى العالم في سباق الهواة (بكابري نابولي) في إيطاليا عام 1968.

## أبرز مواقفه في مجلس الأمة

### مجلس الأمة 2020
| استجواب الوزير حمد جابر العلي (يناير 2022)    | ضد الاستجواب |
| استجواب الوزير أحمد ناصر الصباح (فبراير 2022) | ضد الاستجواب |
| استجواب الوزير علي حسين الموسى (مارس 2022)    | مع الاستجواب |